# Walter Monich
Walter Monich, auch Gualtiero d’Alemagna, (fl. 1399–1412) war ein deutscher Steinmetz und Bildhauer, dessen Arbeiten in Mailand und in Mittelitalien nachgewiesen sind.

## Leben und Wirken

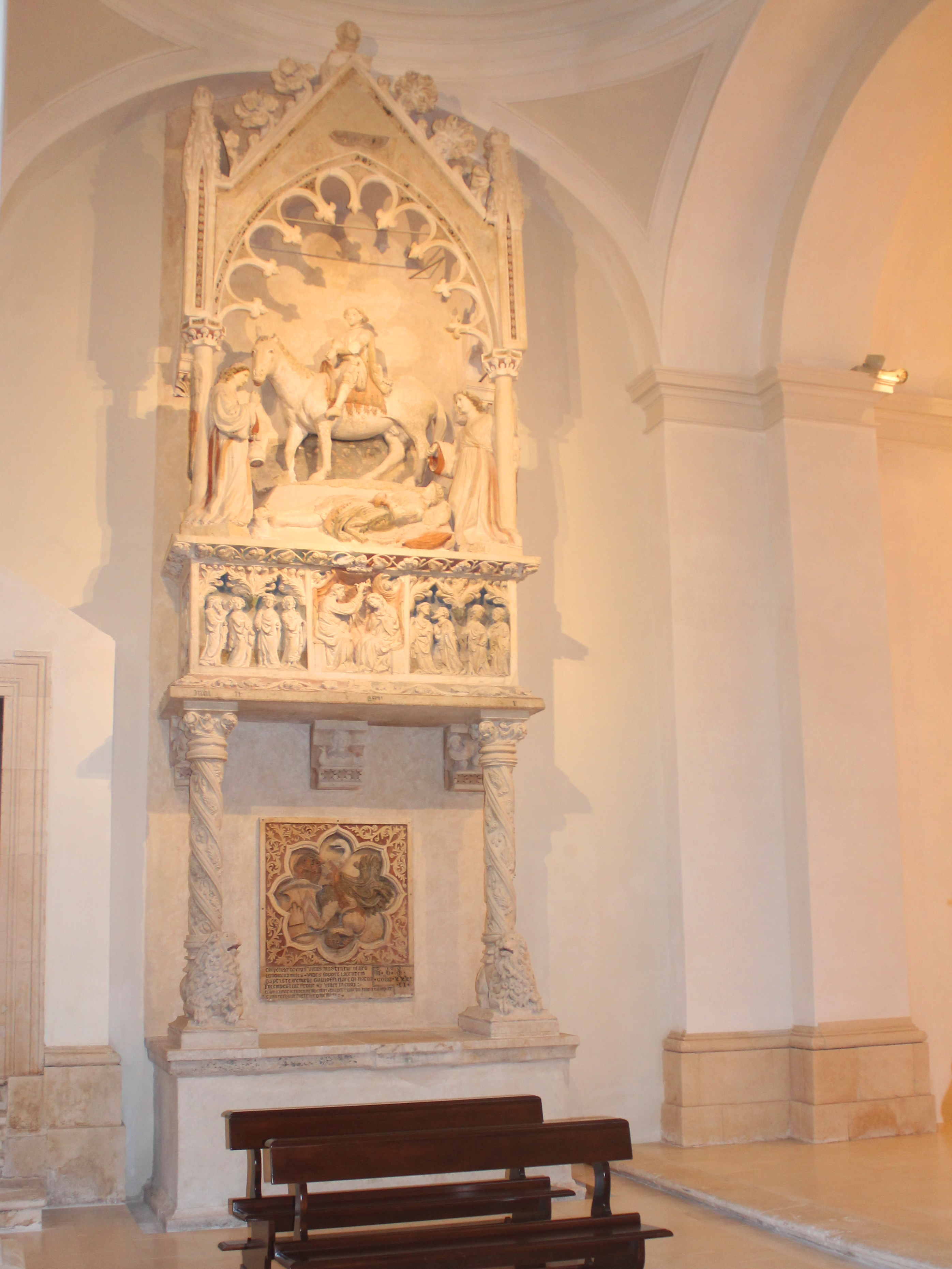
Grabdenkmal des Pietro Lalle Camponeschi

Walter Monich wurde vermutlich in oder in der Umgebung von München geboren. Er ist erstmals 1399 als Gualteri[us] de Monich teutonich[us] magist[er] a figuris dokumentiert, als er am 28. März 1399 seinen Lohn von der Dombauhütte des Mailänder Doms ausbezahlt bekam. Monich gehörte zu einer Gruppe ausländischen Künstler, die zwischen dem Ende des 14. und dem Beginn des 15. Jahrhunderts für die Dombauhütte des Mailänder Doms arbeiteten, um den architektonischen Komplex mit der Errichtung von Statuen im Innen- und Außenbereich, Gesimsen und Kapitellen zu schmücken. Gewünscht war scheinbar ein homogener Architekturstil, besonders der spätgotische jenseits der Alpen, der auf harter und schneller Ausführung sowohl im Ganzen als auch in den Details beruhte. Der importierte Stil unterschied sich dadurch von demjenigen, der von Künstlern mit großen individuellen Qualitäten wie Giovannino de’ Grassi, Jacopino da Tradate und Matteo Raverti betrieben wurde.
Monich werden in Mailand die Statuen eines Propheten und des heiligen Stephanus und andere zugeschrieben, die in Zusammenarbeit mit Jacopino da Tradate angefertigt wurden, basierend auf Informationen in den Annalen der Dombauhütte. Aufgrund von Schwierigkeiten beim Bau des Doms verließ Walter Monich 1410 Mailand, um sich zunächst auf der Dombaustelle in Orvieto zu betätigen und später in den Abruzzen niederzulassen.
Der Kunsthistoriker Adolfo Venturi identifizierte Walter Monich mit dem Künstler Gualtiero d’Alemagna, der 1412 den Sarkophag von Restaino Caldora in der Cölestinerabtei Santo Spirito al Morrone in Sulmona signierte, der sich durch einen nordalpinen Stil auszeichne, der dem Grabdenkmal von Pietro Lalle Camponeschi in der Basilika San Giuseppe Artigiano in L’Aquila ähnlich sei. Beim letztgenannten Werk können sowohl die mit Flachreliefs der Marienkrönung und der Apostel geschmückte Arche als auch das Reiterstandbild Ludwigs als gotisch bezeichnet werden.

## Werke
- Grabdenkmal des Pietro Lalle Camponeschi (L’Aquila, San Giuseppe Artigiano)
- Gaglioffi-Grabdenkmal (L’Aquila, Chiesa di San Domenico)
- Sarkophag von Restaino Caldora (Sulmona, Abtei Santo Spirito al Morrone)
- Prophet (Mailänder Dom)
- Hl. Stephanus (Mailänder Dom)
- Verkündigungsgruppe aus Tocca da Causaria (Pescara) (heute Florenz, Bargello)